# Amblyomma imitator
Amblyomma imitator (лат.) — вид клещей рода Amblyomma из семейства Ixodidae. Северная Америка: США, Мексика, Гватемала, Гондурас. Взрослые стадии развития в основном паразитируют на домашнем скоте. Среди хозяев также отмечены олени, пекари, человек, индейки и другие. Нимфы были собраны на козах и человеке. Переносчики риккетсий Rickettsia rickettsii.
Вид был впервые описан в 1958 году американским акарологом Гленом Кёлсом (Kohls Glen M., 1958).